# Arctia nubilata
Arctia nubilata är en fjärilsart som beskrevs av Smith 1953. Arctia nubilata ingår i släktet Arctia och familjen björnspinnare. Inga underarter finns listade i Catalogue of Life.